# My Lovely Girl
My Lovely Girl (en hangul, 내겐 너무 사랑스러운 그녀; romanización revisada, Naegen neomu salangseuleoun geunyeo), también conocida en español como Ella es tan adorable, es una serie de televisión surcoreana emitida originalmente durante 2014 y protagonizada por Rain, Krystal Jung de F(x), Cha Ye Ryun y Kim Myung Soo de Infinite.
Fue transmitida por Seoul Broadcasting System desde el 17 de septiembre hasta el 6 de noviembre de 2014, finalizando con una longitud de 16 episodios, al aire las noches de los días miércoles y jueves a las 21:55 (KST).

## Argumento
Hyun Wook es compositor y productor de AnA Entertainment. Después de perder a su novia en un accidente, se reúne y se enamora de la hermana menor de su novia, Se-na, quien sueña en convertirse en un productor musical.

## Reparto

### Personajes principales
- Rain como Lee Hyun Wook.[5]
- Krystal Jung como Yoon Se Na.
- Cha Ye Ryun como Shin Hae Yoon.[6]
- Kim Myung Soo como Shi Woo.[7]

### Personajes secundarios
Cercanos a Hyun Wook
- Park Yeong-gyu como Lee Jong-ho (Padre de Hyun Wook).
- Kim Hye Eun como Oh Hee Seon.
- Kim Dani como Lee Min Ah.

AnA Entertainment
- Kim Jin Woo como Seo Jae Young.
- Na Hae Ryung como Yoo Ra Eum.
- Jo Hee Bong como Kang Tae Min.
- Alex Chu como Bae Sung Jin.
- Baek Seung Do como Kim Do Hyuk.
- Gong Seung Yeon como Seo Yoon Ji.
- Lee Ho Won como Kang Rae Hun.
- Hoya como Kang Rae Hoon.
- Lee Soo Ji como Ahn Da Jung.
- Lee Yoo Joon como Oso Pardo.

Cercanos a Se Na
- Lee Cho Hee como Joo Hong.
- Park Doo Shik como Cha Gong Chul.
- Lee Si-a como Yoon So Eun.
  - Lee Soo-min como So Eun (joven).

Cercanos a Shi Woo
- Kim Ki Bang como Yoo Sang Bong.

### Otros personajes
Apariciones especiales
- Han Min como Hotel Manager.
- Shin Woo Chul.
- Victoria Song.
- Ahn Se-ha como miembro de la agencia de detectives.
- Kim Kwang Min como Kim Hyun Soo.
- Shinsadong Tiger.
- Baek Seung Hun.
- Kim Tae Woo.
- Choi Hyo Eun.
- Yoon Ha como DJ.
- Kim Jae Kyung como DJ.

## Banda sonora
1. This Song (이 노래) - Loco y Mamamoo
2. Crazy Boy (개또라이) - Park Mi Young
3. All Of A Sudden (울컥) - Krystal Jung
4. Will You Love Me (사랑해줄래) - Alex Chu
5. Pray (versión femenina) - Joo Yi
6. Pray (versión masculina) - In4mal
7. Promise - Kim Bo Kyung
8. Only U (너 하나만) - Kim Tae Woo - 3:14
9. I Know - Kim Bo Kyung - 3:53
10. My Lovely Girl (내겐 너무 사랑스러운 그녀) - G.Brown - 3:35
11. Rewind - Gavy NJ - 4:13
12. Calling Out (불러본다) - Jin Min Ho - 3:55
13. Super Stiction - Halo - 3:44
14. Tight (타이트해) - Fiestar - 3:30
15. It's Okay I Love You - Lee Simon - 3:25

## Recepción

### Audiencia
En azul la audiencia más baja y en rojo la más alta, correspondientes a las empresas medidoras TNms y AGB Nielsen.
| Ep. #    | Fecha original de emisión | Cuota de pantalla         | Cuota de pantalla         | Cuota de pantalla | Cuota de pantalla |
| Ep. #    | Fecha original de emisión | TNmS índices de audiencia | TNmS índices de audiencia | AGB Nielsen       | AGB Nielsen       |
| Ep. #    | Fecha original de emisión | Nacional                  | Seúl                      | Nacional          | Seúl              |
| -------- | ------------------------- | ------------------------- | ------------------------- | ----------------- | ----------------- |
| 1        | 17 de septiembre de 2014  | 8.2 %                     | 9.9 %                     | 8.2 %             | 9.2 %             |
| 2        | 18 de septiembre de 2014  | 8.1 %                     | 10.9 %                    | 7.5 %             | 8.3 %             |
| 3        | 24 de septiembre de 2014  | 7.0 %                     | 9.1 %                     | 7.8 %             | 8.7 %             |
| 4        | 25 de septiembre de 2014  | 7.2 %                     | 8.6 %                     | 7.3 %             | 8.4 %             |
| 5        | 1 de octubre de 2014      | 6.2 %                     | 7.0 %                     | 6.9 %             | 7.8 %             |
| 6        | 2 de octubre de 2014      | 4.7 %                     | 5.8 %                     | 4.7 %             | 5.4 %             |
| 7        | 8 de octubre de 2014      | 6.5 %                     | 7.4 %                     | 6.4 %             | 7.3 %             |
| 8        | 9 de octubre de 2014      | 8.1 %                     | 9.5 %                     | 6.6 %             | 7.4 %             |
| 9        | 15 de octubre de 2014     | 6.4 %                     | 7.4 %                     | 5.7 %             | 6.3 %             |
| 10       | 16 de octubre de 2014     | 7.1 %                     | 8.5 %                     | 6.9 %             | 7.1 %             |
| 11       | 23 de octubre de 2014     | 6.0 %                     | 6.5 %                     | 6.9 %             | 7.9 %             |
| 12       | 29 de octubre de 2014     | 5.1 %                     | 6.1 %                     | 5.7 %             | 6.6 %             |
| 13       | 30 de octubre de 2014     | 5.4 %                     | 5.5 %                     | 5.6 %             | 6.0 %             |
| 14       | 5 de noviembre de 2014    | 5.7 %                     | 6.1 %                     | 5.0 %             | 5.7 %             |
| 15       | 5 de noviembre de 2014    | 4.9 %                     | 5.1 %                     | 3.9 %             | 4.7 %             |
| 16       | 6 de noviembre de 2014    | 5.6 %                     | 6.6 %                     | 5.5 %             | 5.7 %             |
| Promedio | Promedio                  | 6.4 %                     | 7.5 %                     | 6.3 %             | 7.0 %             |

## Emisión internacional
- Filipinas: ABS-CBN.
- Hong Kong: TVB Japanese Drama.
- Indonesia: RCTI.
- Israel: Viva Platina.[11]
- Singapur: One TV Asia.
- Tailandia: PPTV.[12]
- Taiwán: STAR Chinese, STAR Entertainment y FOX Taiwan.